# El adolescente de Tamuín
El adolescente de Tamuín o el Adolescente huasteco es una escultura hecha por un artista anónimo de la cultura huasteca en el periodo posclásico mesoamericano, aproximadamente entre los años 900 y 1521. Hallada en la zona arqueológica de Tamuín, San Luis Potosí, se encuentra en el Museo Nacional de Antropología de México. Es considerada por especialistas como una obra de arte destacada de Mesoamérica.

## Descripción
Se trata de una escultura antropomorfa fabricada en piedra caliza, de 1,17 m de alto por 40 centímetros de ancho. Representa a un joven huasteca desnudo que en el cuerpo tiene esgrafiado motivos artísticos que pudieran representar tatuajes o pinturas corporales en el costado derecho de su cuerpo, así como la nuca, el cuello, las muñecas y los hombros. Tiene el brazo derecho del cuerpo doblado y esta mano toca el pecho, la otra mano está recargada en el cuerpo. Tal postura coincide con otras esculturas huastecas y con la descripción de las crónicas del siglo XVI de esa misma civilización: forma apuntada de la cabeza debido a la deformación craneal artificial, muñequeras, grandes orejeras, dientes afilados y desnudez. En la espalda tiene colgado con una banda a un niño, el cual presenta también deformación craneal y orejeras. 
La iconografía de los grabados en su cuerpo se relacionan con mazorcas de maíz, así como el dios Ehécatl Quetzalcóatl.

## Procedencia
La escultura fue descubierta en la zona de la estructura oeste de la zona arqueológica de Tamuín o El Rancho en 1917 por Walter Staub. En dicha zona se realizaban obras de una casa para el militar Manuel Lárraga, las cuales fueron detenidas por los hallazgos. Según otra versión, Lárraga la habría descubierto y la regaló a su amigo Blas E. Rodríguez, un abogado residente en Tampico y quien la habría vendido por conducto de Joaquín Meade al Museo Nacional de México por diez mil pesos.

## Galería

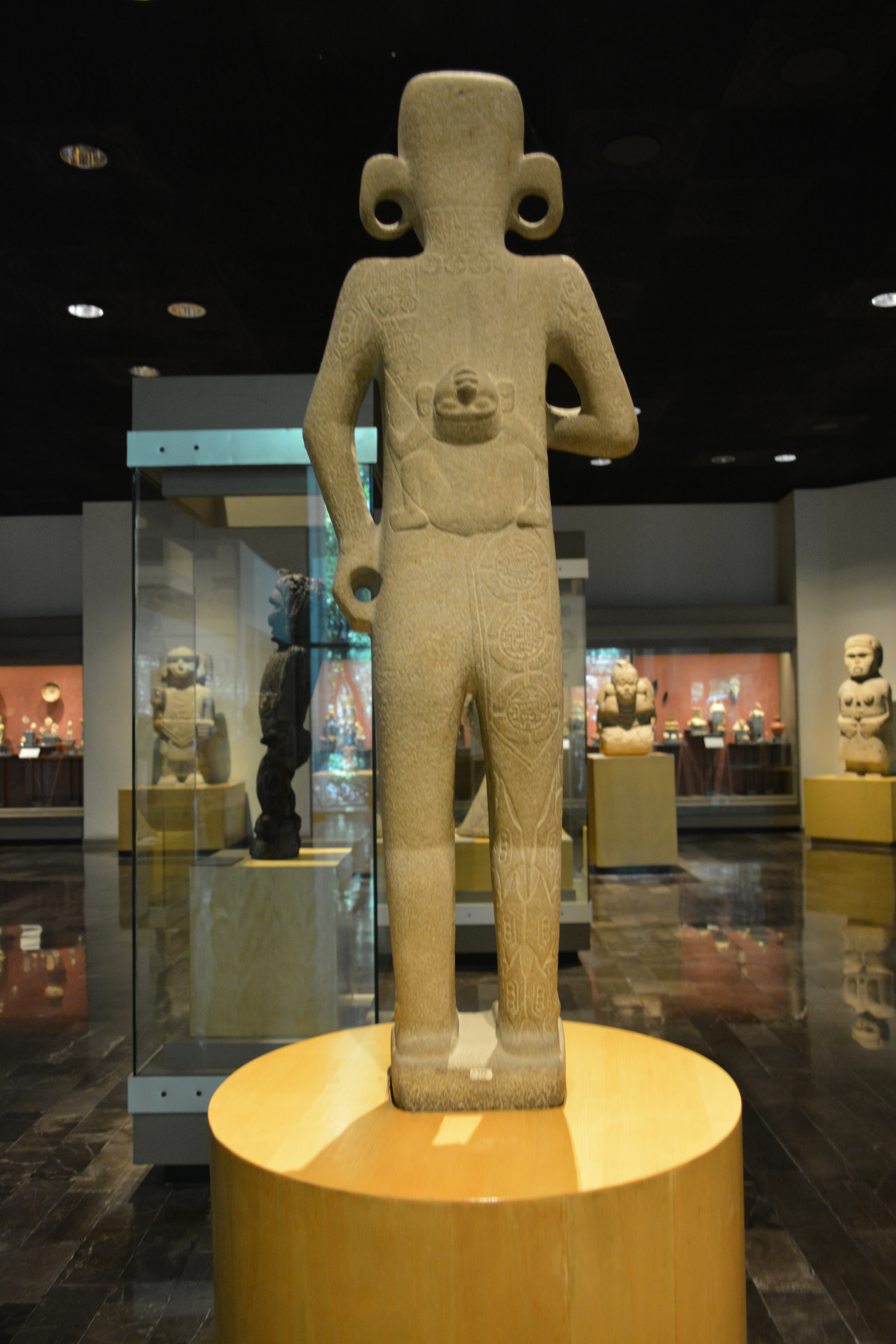
Vista de la parte trasera
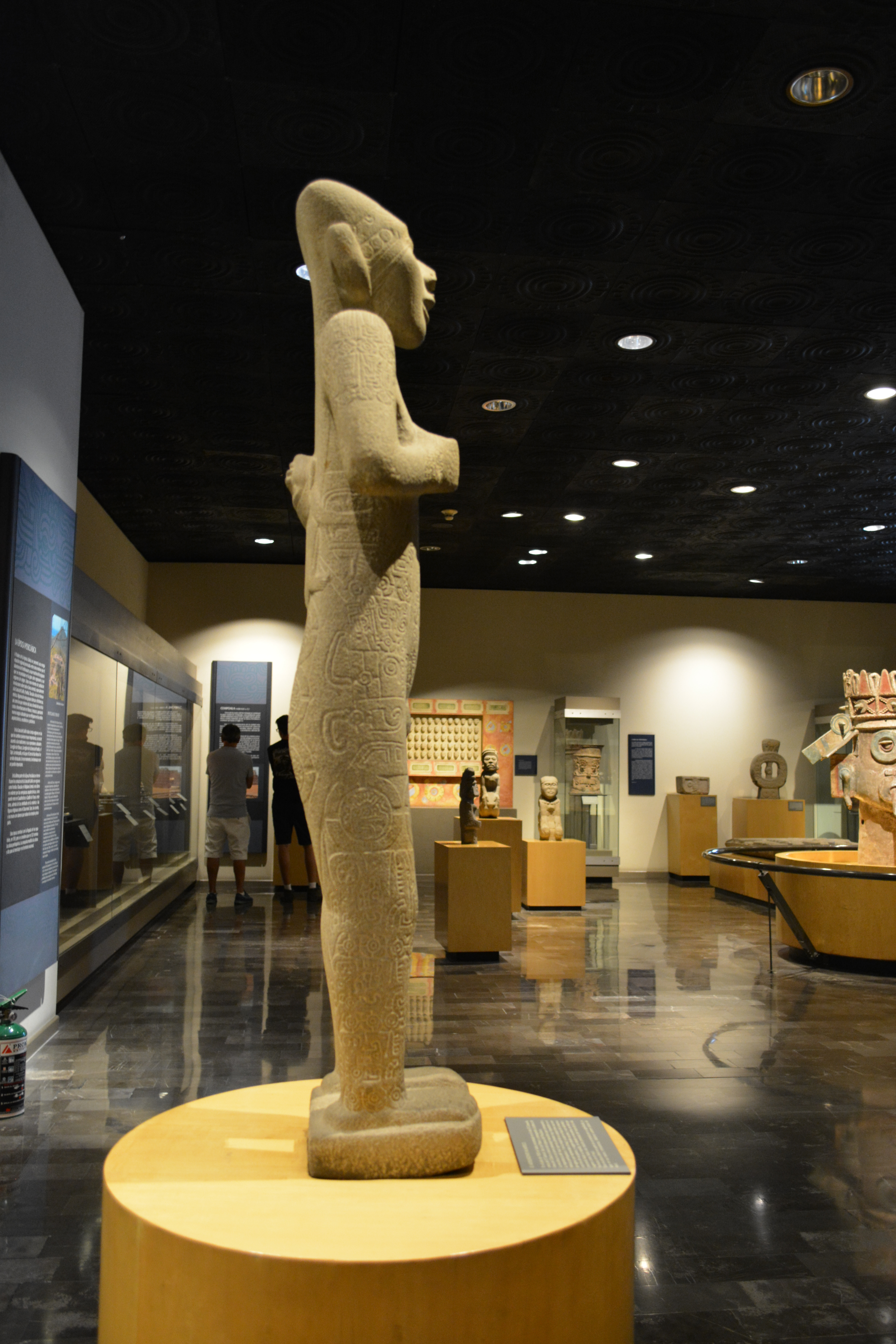
Vista lateral
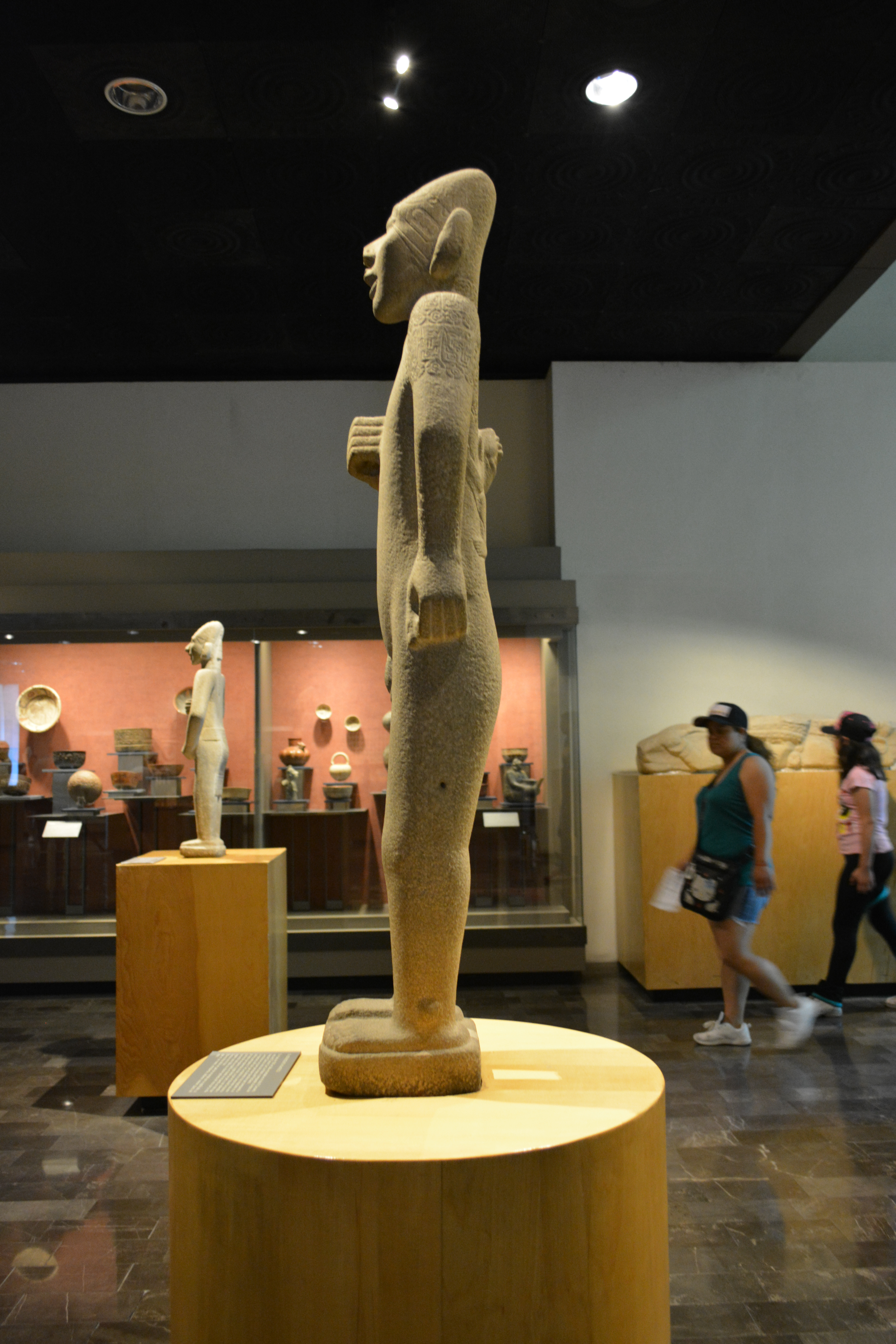
Vista lateral
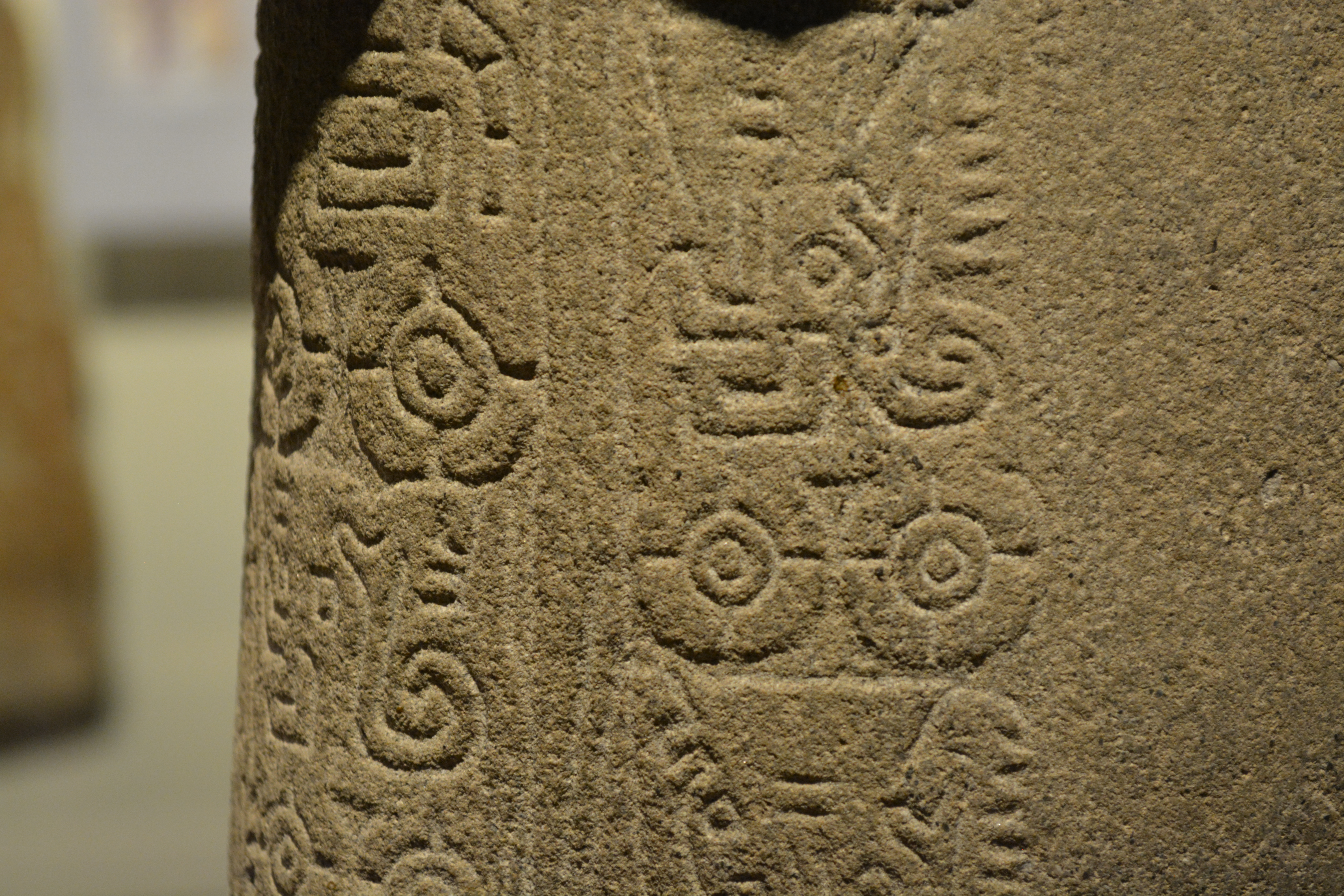
Detalle de las inscripciones